# CollegeHumor
CollegeHumor is een komische website gevestigd in de stad New York. De site bevat een groot aantal originele en door gebruikers toegevoegde video's. Daarnaast bevat het ook plaatjes, artikels en links. Deze zijn meestal ook grappig bedoeld en bevatten naast informatie van CollegeHumor zelf ook informatie die door gebruikers is geplaatst.

## Geschiedenis
De site werd opgericht in 1999 door Jakob Lodwick, Josh Abramson en Ricky Van Veen, vrienden van de middelbare school in Baltimore, Maryland. Het was eigenlijk bedoeld om contact met elkaar te kunnen houden wanneer ze verder gingen studeren. In de intro van de CollegeHumor Show op MTV wordt, voor de grap, gezegd dat ze de site hebben opgericht voor "Beer Money".
De site is aanzienlijk gegroeid en wordt nu beheerd door Connected Ventures, een bedrijf uit New York. Zij zijn tevens de eigenaren van Defunker, BustedTees en Vimeo. De site wordt door ongeveer acht miljoen verschillende mensen bezocht. De meeste bezoekers zijn van de leeftijdscategorie 18 tot en met 24.
CollegeHumor is, samen met de eigenaar Connected Ventures, gekocht door InterActiveCorp, een bedrijf van Barry Diller, in augustus 2006.
In 2007 is CollegeHumor genomineerd voor een Webby Award in de categorie Humor.
Op 8 januari 2020 werd bekendgemaakt dat IAC Collegehumor heeft verkocht aan de Chief creative officer, Sam Reich, wat heeft geresulteerd in het ontslag van bijna alle werknemers van Collegehumor. Veel van de werknemers van Collegehumor, evenals Sam Reich en shows zoals Dimension20 en "Um, actually" zijn vervolgens overgegaan naar Streaming platform Dropout.

## Website
CollegeHumor heeft verschillende delen op hun site. Die gedeeltes zijn Videos, Pictures en Articles oftewel video's, plaatjes en artikelen.

### Video's
CollegeHumor bevat een grote verzameling video's. Deze filmpjes zijn meestal thuisgemaakte video's van een grappig moment, sketches, bizarre gebeurtenissen tijdens sport en andere humoristische video's die populair zijn op het internet.
CollegeHumor maakt daarnaast ook zelf video's onder de naam CH Originals (Voorheen CHTV). Bekende sketches door de schrijvers zijn Hardly Working en Jake & Amir.

### Plaatjes
De plaatjes sectie op CollegeHumor bestaat uit zelfgemaakte foto's van gebruikers. Net als de video's zijn de plaatjes meestal van humoristische aard. Af en toe houdt CollegeHumor ook wedstrijden, waarbij er foto's ingezonden kunnen worden.
Er wordt ook jaarlijks een wedstrijd gehouden voor "Hottest College Girl". Alle meisjes die naar de Amerikaanse 'College' gaan kunnen zichzelf opgeven. Leden van CollegeHumor kunnen dan stemmen. Uiteindelijk wordt de winnares gekroond en krijgt ze een geldprijs.

### Artikelen
CollegeHumor plaatst zelfgemaakte artikelen van de staf en gebruikers. Ze plaatsen bijvoorbeeld grappige opstellen, stripverhalen, interviews en wekelijkse columns over sport, film, spellen, het studentenleven en relaties. Er schrijven ook bekende komieken voor CollegeHumor. Voorbeelden zijn Christian Finnegan, David Wain, Paul Scheer, en Judah Friedlander.

## CH Originals
CH Originals (voorheen CHTV) is de sectie van komische video's gemaakt door de staf van CollegeHumor zelf. Ze publiceren grofweg vier video's per week. CH Originals zijn onder andere sketches, parodieën op film en televisie, animatiefilms en muziekvideo's.
CH Originals maakt de Michael Showalter Showalter. Het is een komische interview serie gepresenteerd door Michael Showalter. Het is gebaseerd op de stijl van Charlie Rose. Mensen als Paul Rudd, Andy Samberg, David Cross en Michael Cera zijn als gast verschenen in deze serie.
In 2008 is de serie "Street Fighter: The Later Years" genomineerd bij de YouTube Video Awards in de categorie "Series".
De "Prank War", die de practical jokes tussen twee leden van de staf van CollegeHumor (Streeter Seidell en Amir Blumenfeld) documenteert, verkreeg nationale bekendheid. Een van de twee stafleden zette een huwelijksaanzoek voor de ander in scène. Het incident staat bekend als "The Yankee Prankee".
Een andere populaire serie uit de CH Originals is "Hardly Working". Daarin werken echte stafleden van CollegeHumor op kantoor. Ze zijn aan het werk om nieuwe sketches te maken voor CollegeHumor zelf. Tussendoor zijn er veelal hilarische momenten. In een aantal afleveringen gooien ze mensen uit het raam van een hoge verdieping als een grap. De afleveringen eindigen vaak in of bevatten de dood van op zijn minst een van de stafleden.